# 张弓镇
张弓镇，是中华人民共和国河南省商丘市宁陵县下辖的一个乡镇级行政单位。

## 行政区划
张弓镇下辖以下地区：
郭子敬村、鲁庄村、南村、符楼村、和庄村、东村、邢庄村、焦楼村、桑楼村、曹西安村、王卜村、姜庄村、管庄村、高堂村、尖庙村、乔楼村、小杨庄村、苏庄村、芦堂村、徐营村、何堂村、大徐庄村、小于庄村、小吕集村、毛楼村、西村和北村。